# 밀양법흥상원놀이
밀양법흥상원놀이(密陽法興上元놀이)는 대한민국 경상남도 밀양시 단장면 법흥리에서, 정월 대보름에 행해졌던 놀이이다. 1993년 12월 27일 경상남도의 무형문화재 제16호로 지정되었다.

## 개요
상원은 정월 대보름을 이르는 말로 정월 대보름에 행해졌던 놀이를 상원놀이라고 말한다. 옛날 당산나무에서 곡성이 들려오고, 마을에 나쁜 일이 자주 일어나 마을 사람들이 당집을 세우고 대보름날 제를 지내자 마을이 평안해졌다는 전설이 전해지고 있다.
법흥 상원놀이를 세 마당으로 나누면 첫마당에서 마을과 집안의 평안과 풍년을 비는 당산제를 지내고, 각 집을 돌며 지신밟기를 한다. 둘째마당은 놀이마당으로 윷놀이, 널뛰기, 연날리기를 하고, 다리에 병이 나지 않는다는 믿음으로 다리밟기를 한다. 뒷마당에서는 달맞이를 하면서 달집을 태워 마을의 모든 재앙이 불타 없어지고 새 복이 오기를 빈다. 신수가 사나웠던 사람들은 자기 옷가지를 달집에 매달아 태우기도 한다. 모든 마당이 끝나면 마을 사람들이 한데 어울려 신명나는 놀이판을 벌인다.
법흥 상원놀이는 온 마을 사람들이 당산나무 앞 넓은 마당에 모여 마을과 집안의 평안과 풍년을 기원하는 놀이로 이어져 오고 있으며, 춤과 노래가 어우러져 화합의 마당을 이루는 것이 특색이다.

## 보유자
| 구분       | 성명 (생년월일)    | 성별 | 기예능 | 주소                 | 인정·해제일자  | 비고 |
| ---------- | ------------------ | ---- | ------ | -------------------- | -------------- | ---- |
| 명예보유자 | 손기후 (1933.5.11) | 남   | 상쇠   | 밀양시 단장면 법사길 | 2019.3.29 인정 |      |

## 참고 문헌
- 밀양법흥상원놀이 - 국가유산청 국가유산포털